# Ingenium
Ingenium es una alianza universitaria creada en 2020 a raíz de la Iniciativa "Universidades Europeas" de la Comisión Europea. Su objetivo es mejorar la cooperación interuniversitaria existente entre las universidades asociadas y crear una universidad con programas formativos de educación superior integrados y reconocidos, con colaboraciones educativas e investigadoras en distintas áreas de especialización.

## Instituciones miembros
Universidades: de Ciencias Aplicadas de Karlsruhe (Alemania), de Medicina de Sofía (Bulgaria), de Oviedo (España), de Ciencias Aplicadas del Sudeste de Finlandia (Finlandia) de Rouen-Normandie (Francia), de Creta (Grecia), Tecnológica de Munster (Irlanda), "Gabriele d'Annunzio" de Chieti-Pescara (Italia), Técnica "Gheorghe Asachi" de Iași (Rumania) y de Skövde (Suecia).
| Universidad                                      | País      | Fundación |
| ------------------------------------------------ | --------- | --------- |
| Hochschule Karlsruhe                             | Alemania  | 1878      |
| Munster Technological University                 | Irlanda   | 2021      |
| Медицинският университет                         | Bulgaria  | 1945      |
| Högskolan i Skövde                               | Suecia    | 1977      |
| Universitatea Tehnică „Gheorghe Asachi” din Iași | Rumania   | 1937      |
| Università degli Studi "Gabriele d'Annunzio"     | Italia    | 1965      |
| Universidad de Oviedo                            | España    | 1608      |
| Πανεπιστήμιο Κρήτης                              | Grecia    | 1973      |
| Université de Rouen Normandie                    | Francia   | 1966      |
| Kaakkois-Suomen ammattikorkeakoulu               | Finlandia | 2017      |